# Grb Občine Štore
Grb Občine Štore je upodobljen na modro obrobljenem ščitu rumene barve, ki je spodaj polkrožno zaključen, oba zgornja vogala pa sta izrezana v obliki četrtine kroga. V ščitu so v modri barvi narisani naslednji simboli: rimsko število šest (VI.), ki simbolizira poseljenost Štor že v šestem stoletju, pod njo pa s črto ločeni in prekrižani kladivi, ki sta simbol rudarstva in železarstva, panog, ki imata v občini dolgo tradicijo.